# Tim Harden
Timothy M. Harden, detto Tim (Kansas City, 27 gennaio 1974), è un ex velocista statunitense, campione mondiale indoor dei 60 metri piani nel 2001.

## Palmarès
| Anno | Manifestazione  | Sede     | Evento      | Risultato | Prestazione | Note                                     |
| ---- | --------------- | -------- | ----------- | --------- | ----------- | ---------------------------------------- |
| 1996 | Giochi olimpici | Atlanta  | 4×100 m     | Argento   | 38"05       |                                          |
| 1999 | Mondiali indoor | Maebashi | 60 m piani  | Argento   | 6"43        | Miglior prestazione personale            |
| 1999 | Mondiali        | Siviglia | 100 m piani | 5º        | 10"02       |                                          |
| 2001 | Mondiali indoor | Lisbona  | 60 m piani  | Oro       | 6"44        | Miglior prestazione personale stagionale |

## Campionati nazionali
- 1 volta campione nazionale dei 100 metri piani (1998)
- 1 volta campione nazionale indoor dei 60 metri piani (1999)

## Altre competizioni internazionali
1998
- Bronzo alla Grand Prix Final ( Mosca), 100 m piani - 10"12
- 4º in Coppa del mondo ( Johannesburg), 100 m piani - 10"03
- Argento in Coppa del mondo ( Johannesburg), 4×100 m - 38"25